# سیارک ۴۴۱۱
سیارک ۴۴۱۱ (به انگلیسی: 4411 Kochibunkyo، نامگذاری:1990AF) چهار هزار و چهارصد و یازدهمین سیارک کشف شده‌است که در ۳ ژانویه ۱۹۹۰ کشف شد.
قدر مطلق سیارک برابر ۱۳٫۹۰ است.